# Интеллектуальная история
Интеллектуальная история — история интеллектуалов, то есть история людей, которые создавали, обсуждали и пропагандировали различные идеи. В отличие от чистой истории философии (соответственно: науки, литературы и т. д.) и от истории идей, с которыми она тесно связана, интеллектуальная история изучает идеи через культуру, биографию и социокультурное окружение их носителей.

## Вопросы терминологии
В американской историографии под интеллектуальной историей понимают две категории этого понятия. Первая возникла в начале XX века вместе с так называемой «New History» Джеймса Харви Робинсона и как специальная область исследований связана уже с именем Перри Миллера. Другая категория этого понятия относится к тому определению, которое предложил А. О. Лавджой. Оно относилось к предмету, уже имевшему свой объект исследования, план мероприятий по его изучению, свою методологию и «собственный институциональный locus — „Journal of the History of Ideas“ („Журнал по истории идей“), основанный Лавджоем в 1940 году». В Европе ни то, ни другое определение не получило распространения. В Германии, как правило, преимущественно используется понятие Geistesgeschichte. В Италии термин storia intellettuale даже не возникал, его не использовал в своих работах и Делио Кантимори. Во Франции не было ни такого понятия, ни самой научной дисциплины. (Хотя историк литературы Жан Эрар (J. Ehrard) пытался аккуратно и с некоторыми оговорками использовать этот термин.) По мнению Роже Шартье, сам термин «оказался неспособным противостоять новой терминологии, изобретённой, по существу, историками школы „Анналов“ и включающей в себя историю ментальностей, историческую психологию, социальную историю идей и социокультурную историю».

В то же время, если отвлечься от формальных определений, то в XX веке во Франции стала утверждать свои позиции именно интеллектуальная история. Её становление связано с именами историков школы «Анналов» Л. Февра и М. Блока. Они стали идейными выразителями «нового способа писать историю» и вывели интеллектуальную историю на «новый уровень понимания». Так, Л. Февр провозгласил отказ от существующих традиций интеллектуальной истории, которая, с его точки зрения, была «перевёрнутым отражением упрощённого марксизма» и «выводила все процессы социальных изменений из ограниченного набора волюнтаристских идей». Уже в своих ранних работах учёный обратил внимание на «расхождения между историческими формами мышления и социальным ландшафтом, в который они были помещены». Исследуя особенности форм мышления в разные исторические эпохи, он отмечал определённую их взаимозависимость с социальными структурами. И, с его точки зрения, недопустимо рассматривать идеи или системы мышления в отрыве от условий и форм социальной жизни, в которых они формировались. В 1938 году, едко высказываясь в адрес историков философии, он говорил: 
Среди всех этих тружеников, кто так цепляется за своё родовое звание историка, с квалифицирующим прилагательным или без, нет ни одного, кто мог бы, пусть частично, оправдать его в наших глазах. Слишком часто все они — те, кто, в своих собственных целях, занимаются переосмыслением систем, чей возраст составляет порой несколько сот лет, без малейших попыток показать их связь с другими проявлениями эпохи, когда они возникли, — в итоге делают прямо противоположное тому, чего требует исторический метод. И вот, имея дело с этими понятиями — что порождаются лишёнными плоти умами, живущими вне своего времени и пространства, — они и создают странные цепочки, связи внутри которых являются нереальными и ограниченными.
 Как отмечает Р. Шартье, представления о ментальности, получившие в 1960-е годы широкое распространение, воплотились в ряде концепций, разрабатываемых представителями Школы «Анналов». Эти концепции определили характер исследований, позволяющий выделить их в особое направление. Однако взаимоотношения истории ментальностей и интеллектуальной истории оказались «бесконечно сложнее, чем представлялось французским историкам 1960-х годов».

## Новая интеллектуальная история
В 70-е годы XX века в Соединённых Штатах Америки, Великобритании, Франции, скандинавских странах начинается формирование научного сообщества так называемых новых интеллектуальных историков. Сам термин интеллектуальная история на первых порах был обусловлен названием той области исследований, которая была взята историками как объект изучения. Позднее это понятие стало указывать на «общий подход к прошлому как к истории постижения, понимания прошлого». Этим объясняется интерес новых интеллектуальных историков к историческому описанию. Объектом их изучения стали язык, структура, содержание текста, «создаваемого исследователем в процессе прочтения исторических свидетельств». К 90-м годам в среде профессиональных историков утверждаются имена Хейдена Уайта, Доминика Лакапра, Луи Минка, Стивена Каплана, Роберта Дарнтона, Поля Вейна, Дэвида Фишера, Ганса Келлнера, Лайонела Госсмэна, Марка Постера, Фрэнка Анкерсмита, Феликса Гилберта и других представителей новой волны интеллектуальной истории. И, хотя внутри самого сообщества формировались разные направления, их объединяла одна общая характеристика. Их мировоззрение строилось на отрицании «аксиомы объективной исторической реальности, которая определяла самосознание традиционных историков». Они поставили под сомнение главную аксиому новоевропейской историографии, выраженную в формулировке: «Пусть прошлое само заговорит». Иными словами, они не соглашались с тем подходом, который полагал убеждённость «познающего субъекта в самодостаточности реальности».
Вместо этого на первый план выдвигалось внимание к самому историческому тексту как предмету исследования. Новые интеллектуальные историки исходили из утверждения о том, что историческая реальность вне текста не существует: есть лишь «образ реальности» или «эффект реальности». Рассматривая с таких позиций историческое свидетельство, они предлагали подходить к нему как к тексту (словесному или несловесному), имеющему свои особые формальные характеристики. С их точки зрения, историческое свидетельство и исторический нарратив «объединяет общее свойство: и то и другое — не что иное как выражение образа реальности». Для доказательства своих воззрений новые интеллектуальные историки активно привлекали идеи постструктуралистской литературной теории, «новой риторики» и теории коммуникации. К числу таких исследователей относятся Роже Шартье, Линн Хант, Карло Гинзбург, Питер Новик и другие известные западные историки.

Некоторые из их утверждений производили впечатление попытки возродить отжившие представления. К числу таких идей относится мысль «о родовой общности литературы и истории (историографии) как письма, несмотря на существование жанровых различий и особых правил дискурса, определяемых двумя разными профессиями». Однако на самом деле речь шла не о реанимации, а о коренном обновлении этого тезиса. Его внедрению в исследовательскую практику в большой мере способствовала нарратология. Отмечается, что 
Постановка и теоретическая разработка новыми интеллектуальными историками проблемы сходства и отличий исторического нарратива от литературного нарратива позволили им определить «территорию» исторического исследования и – в процессе метакритики – выделить из «логики письменного знания» (Ч. Бэйзмэн) своеобразие «логики исторического нарратива» (X. Уайт, Л. Минк, Ф. Анкерсмит).
 В среде традиционных историков идеи новых реформаторов вызывали, как правило, негативную реакцию и отчуждение. В то же время при более глубоком ознакомлении с их работами они стали осознавать, что в сообществе новых интеллектуальных историков вызревает «„другая“ культура понимания задач и возможностей исторического познания, складываются иные нормы историописания, выходящие за пределы допускаемого сообществом теоретико-методологического многообразия». Постепенно конфронтация сменилась желанием разобраться в построениях «новых интеллектуалов» и даже применить их идеи в своих исследованиях.
По мнению Л. П. Репиной, работы новых интеллектуальных историков оказали серьёзное влияние на историю историографии, вызвав существенное расширение её проблематики. Она считает, что благодаря этим работам исследование дискурсивной практики историка заняло важное место в науке.
Катрина Форрестер в 2020 замечает, что "интеллектуальная история становится чертой многих различных исторических подходов и занимает место в центре, а не на краю дисциплины".

## Интеллектуальная история Европы Нового времени
- Просвещение
  - Энциклопедисты
- Романтизм
- Постромантизм
- Модернизм
  - Экзистенциализм
  - Структурализм
- Постмодернизм
  - Постструктурализм